# Aranean
Aranean fou una comarca de l'oest d'Armènia governada per la família Aravenian, que cal no confondre amb els Aravekhian.
El 654 van quedar sotmesos a l'Imperi Romà d'Orient i la família ja no torna a ser esmentada.